# Морской департамент Гонконга
Морской департамент Гонконга несет ответственность за поддержание безопасности и охраны окружающей среды порта Гонконга, судов, зарегистрированных иностранных судов в Гонконге и мониторинг движения судов в водах Гонконга, поисково-спасательные операции на большой акватории Южно-Китайского моря.
Морской департамент также отвечает за координацию поисково-спасательных операций в водах близ Гонконга:
- Гонконгский морской спасательно-координационный центр — поиск и спасание
- администрирование судового регистра
- обеспечение соблюдения норм международного и морского законодательства
- обеспечение соблюдения экологических норм и борьбе с загрязнением (а именно разливы нефти)
- обеспечение и поддержка правительственных судов
- способствование безопасному и быстрому движению судов

Гонконг является крупным портом грузов-175 млн тонн грузов прошли через его порт и 18,1 млн. ДФЭ в 2000 году.

## Имущество
- 6000 метров причалов и терминалов камнерезных контейнеров
- 7750 метров причалов в государственных грузовых рабочих зонах
- 58 причальные буи для океанских судов
- 2 терминала-парома
- 500 оперативных судов